# Cseng Cseng-csiu
Zheng Zhengqiu (kínai: 郑正秋), magyaros átírásban: Cseng Csengcsiu, Sanghaj, 1889. január 25. - 1935. július 16.) kínai filmrendező, producer, forgatókönyvíró és színész volt, akit gyakran említenek a kínai filmművészet egyik alapítójaként.

## Élete
Cseng Csengcsiu (Zheng Zhengqiu) 1889-ben született Sanghajban. Fiatal értelmiségiként érdekelte a kínai színház. Barátjával és kollégájával, Csang Sicsuan (Zhang Shichuan)nal együtt készítették el az első kínai rövidfilmet The Difficult Couple címen 1913-ban. A két barát 1922-ben ismét összeállt és megalapították a Minghszing Film Company (Mingxing Film Company) filmgyártó céget, melynek az azt követő tizenöt éven át domináns szerepe volt a sanghaji filmiparban.
A Minghszing (Mingxing) társaságnál Zheng nem csak forgatókönyvíróként és rendezőként, hanem producerként is működött, ő maga 53 filmet írt és rendezett 1935-ben bekövetkezett korai halála előtt. Sok kortársához hasonlóan Cseng (Zheng) is odaadó híve volt a baloldali mozgalomnak és a társadalmi igazságosságnak, ezek a témák általánosak voltak munkáiban.